# Собор Пресвятої Трійці (Дрогобич)
Катедра́льний храм Пресвято́ї Трі́йці — кафедральний (катедра) храм УГКЦ у місті Дрогобичі на Львівщині; давній духовний осередок, взірець сакральної архітектури XVII—XIX століть, історико-архітектурна пам'ятка місцевого значення Львівської області.
Величний мурований храм із комплексом церковних споруд розташований у дрогобицькому середмісті, неподалік ратуші, за адресою: вул. Трускавецька, 2.

## З історії храму
Дерев'яну церкву Святої Трійці в Дрогобичі було споруджено в 1555 році, неподалік від нині існуючого храму.
Нинішню церкву збудували у 1690 році як римо-католицький костел, а прилеглі приміщення були добудовані вже значно пізніше, як монастир отців-кармелітів.
1795 року імператор Йосиф II ліквідував цей монастир, націоналізувавши майно.
1808 року руська (українська) громада викупила в уряду Австрійської імперії храм і приміщення під греко-католицьку церкву і школу.
Згодом цей духовний комплекс було віддано під опіку отців василіян, однак він і надалі залишався у власності міста.
Храм оновлювався у 1894—1905 роках. Розпис іконостасу 1909 року здійснив талановитий галицький маляр Модест Сосенко.
Після передачі кармелітського костелу оо. Василіянам, з нього було вилучено барокові прикраси, стіни помальовано і прикрашено іконами святих, були зняті дві готичні стрілчасті вежі, добудовані дві нави.
У стінах храму молилися і навчалися багато світочів української нації, серед яких видатний громадський діяч і письменник Іван Франко.
Із гоніннями на УГКЦ після входження західноукраїнських земель до складу УРСР утисків зазнали і дрогобицька церква Пресвятої Трійці та її духовенство. Пастирі Северіян Бараник, Яким Сеньківський, Віталій Байрак, Євген Нищик та Павло Жупанський стали мучениками від віри — їх було засуджено і страчено органами НКВС у 1941—1947 роках, а двоє останніх загинули в сибірських таборах.
Синод Владик УГКЦ, який проходив у Святоюріївському духовному комплексі в період від 16 до 31 травня 1992 року, своїм рішенням утворив, а 12 липня 1993 року Верховний Архієпископ Львівський, Митрополит Галицький, єпископ Кам'янецький Мирослав-Іван Любачівський проголосив нову Самбірсько-Дрогобицьку Єпархію УГКЦ.
Адміністратором новоствореної єпархії став преосвященнійший владика Юліан (Вороновський), єпископ-помічник Львівський, ректор Духовної Семінарії Святого Духа у Львові. Синод Владик, що відбувався у Львові 20—27 лютого 1994 року, обрав першим єпископом Самбірсько-Дрогобицьким владику Юліана (Вороновського).
Грамотою глави УГКЦ від 12 липня 1993 року парафіяльний храм Пресвятої Трійці Дрогобича визначено як Катедральний собор Самбірсько-Дрогобицької єпархії.

## Світлини

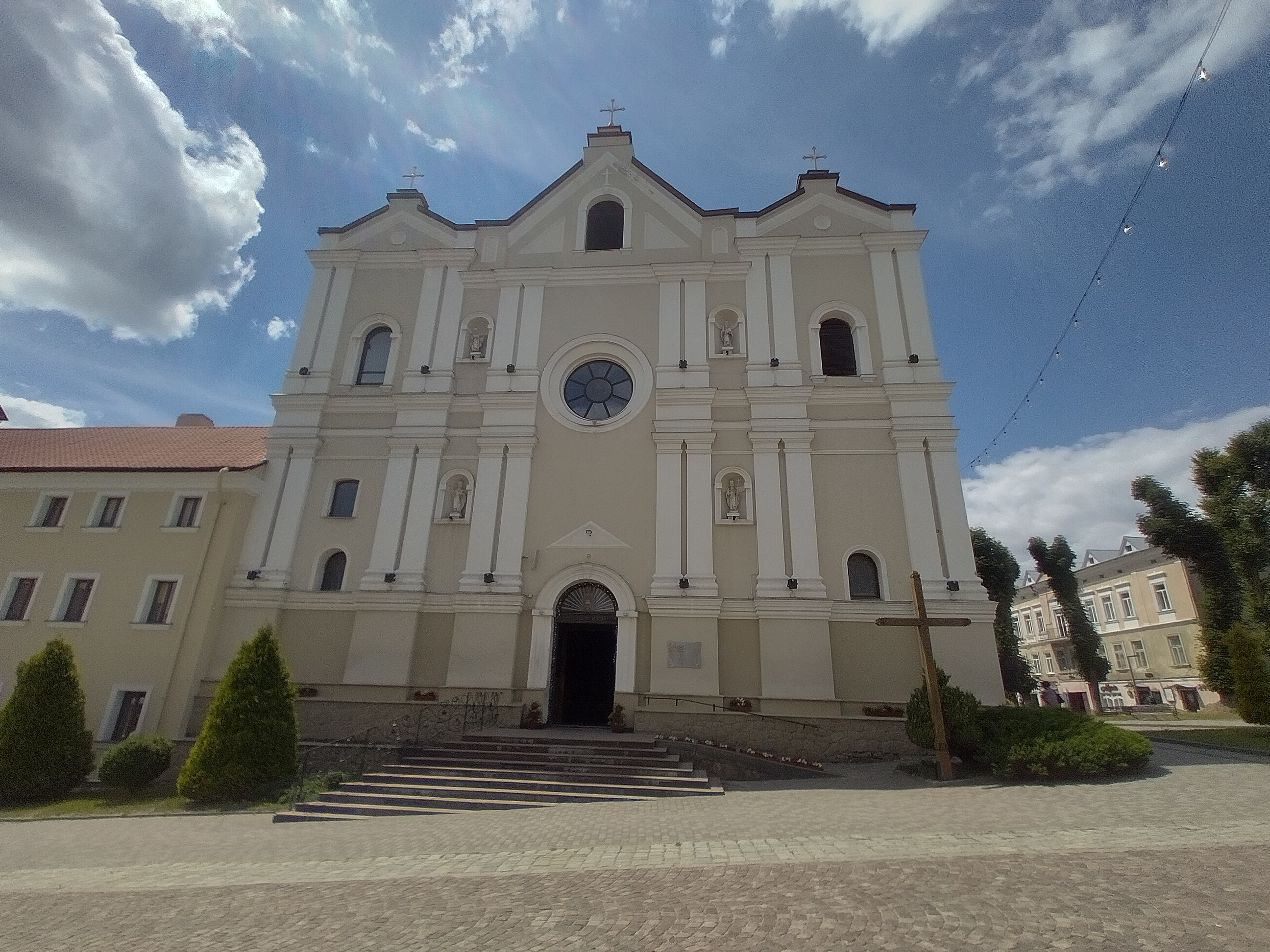
Портал собору
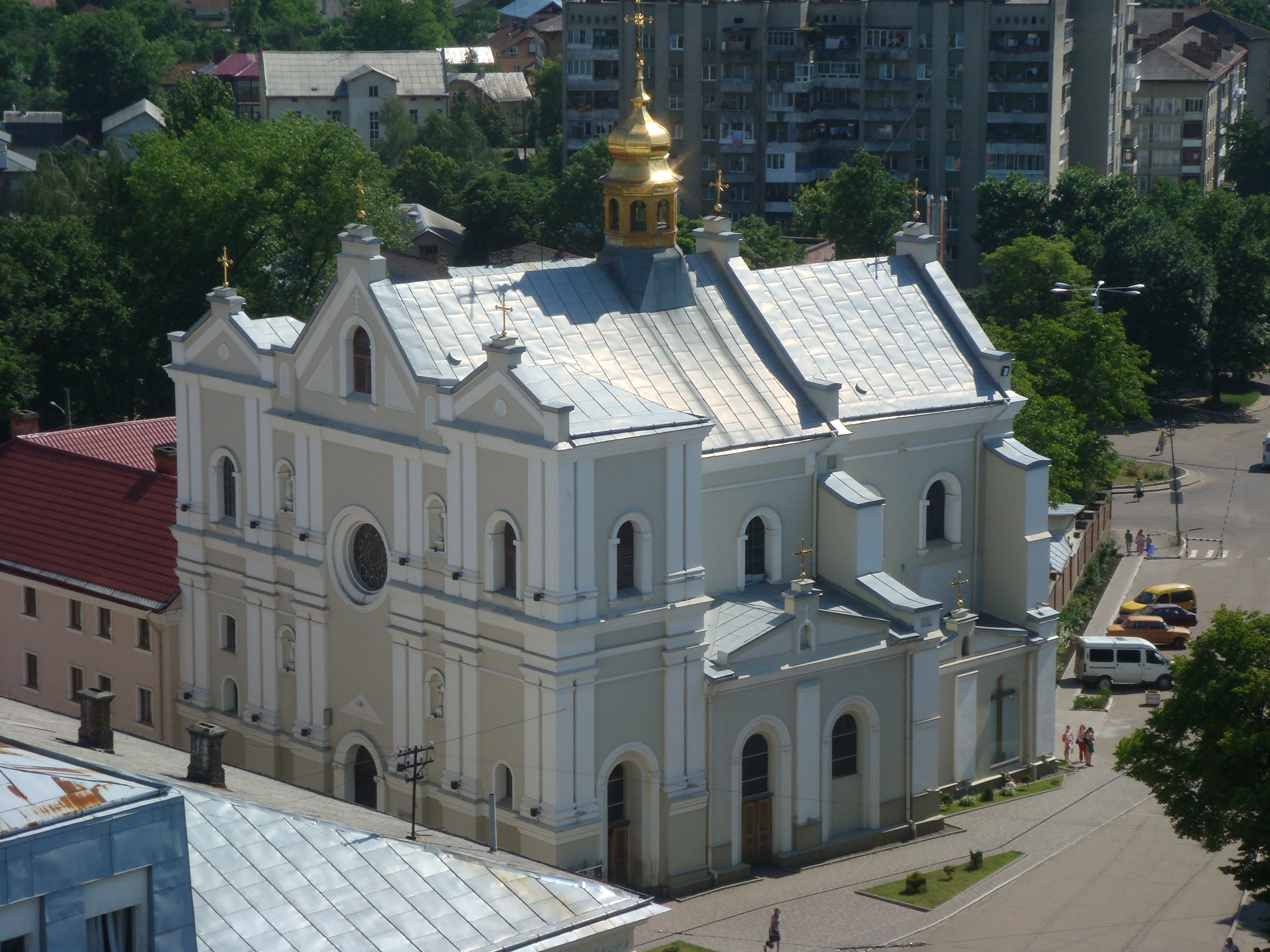
Вид на катедру з вежі ратуші
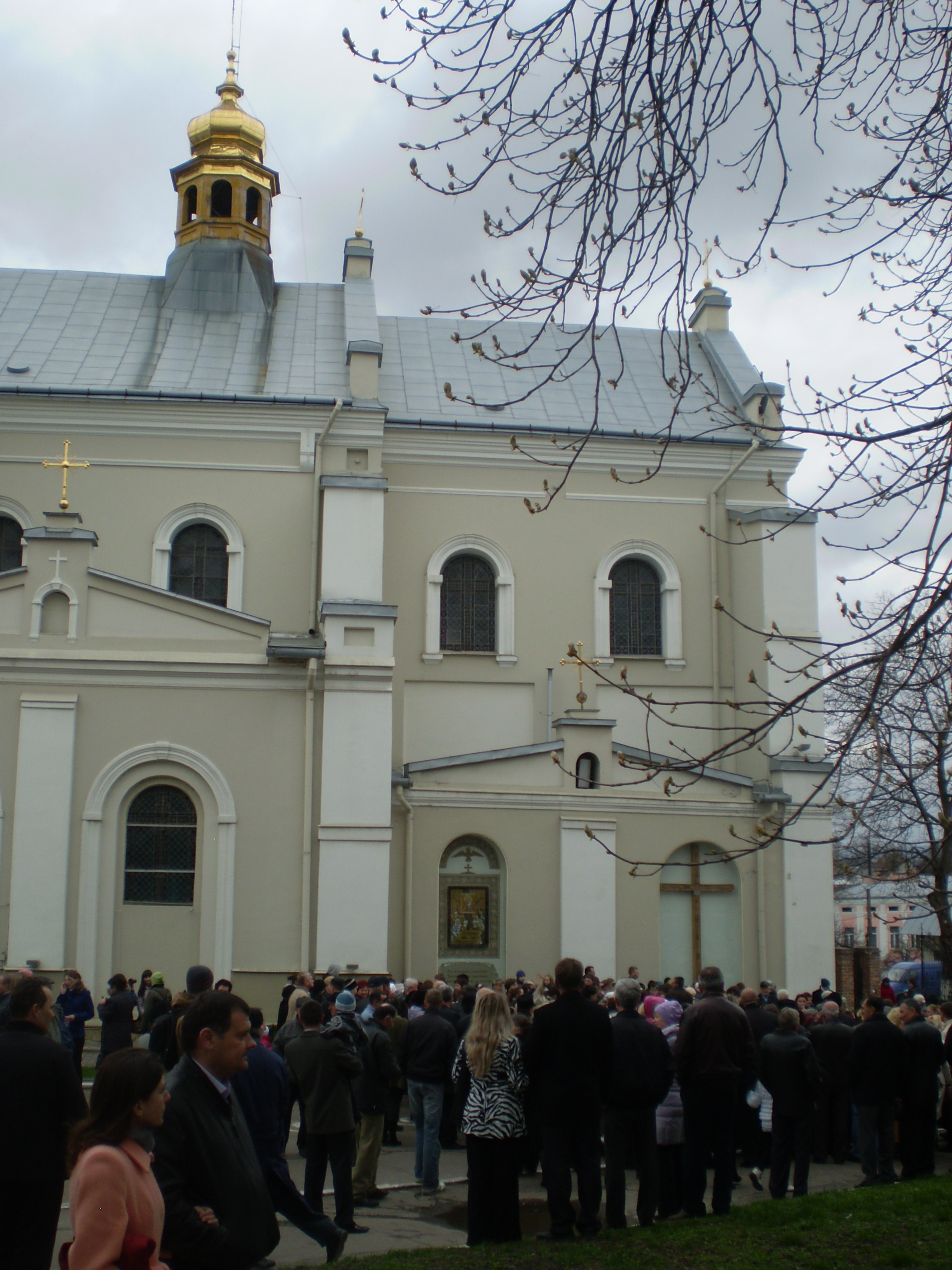
Велика Гаївка біля Катедрального храму Святої Трійці в Дрогобичі 17 квітня 2012 року
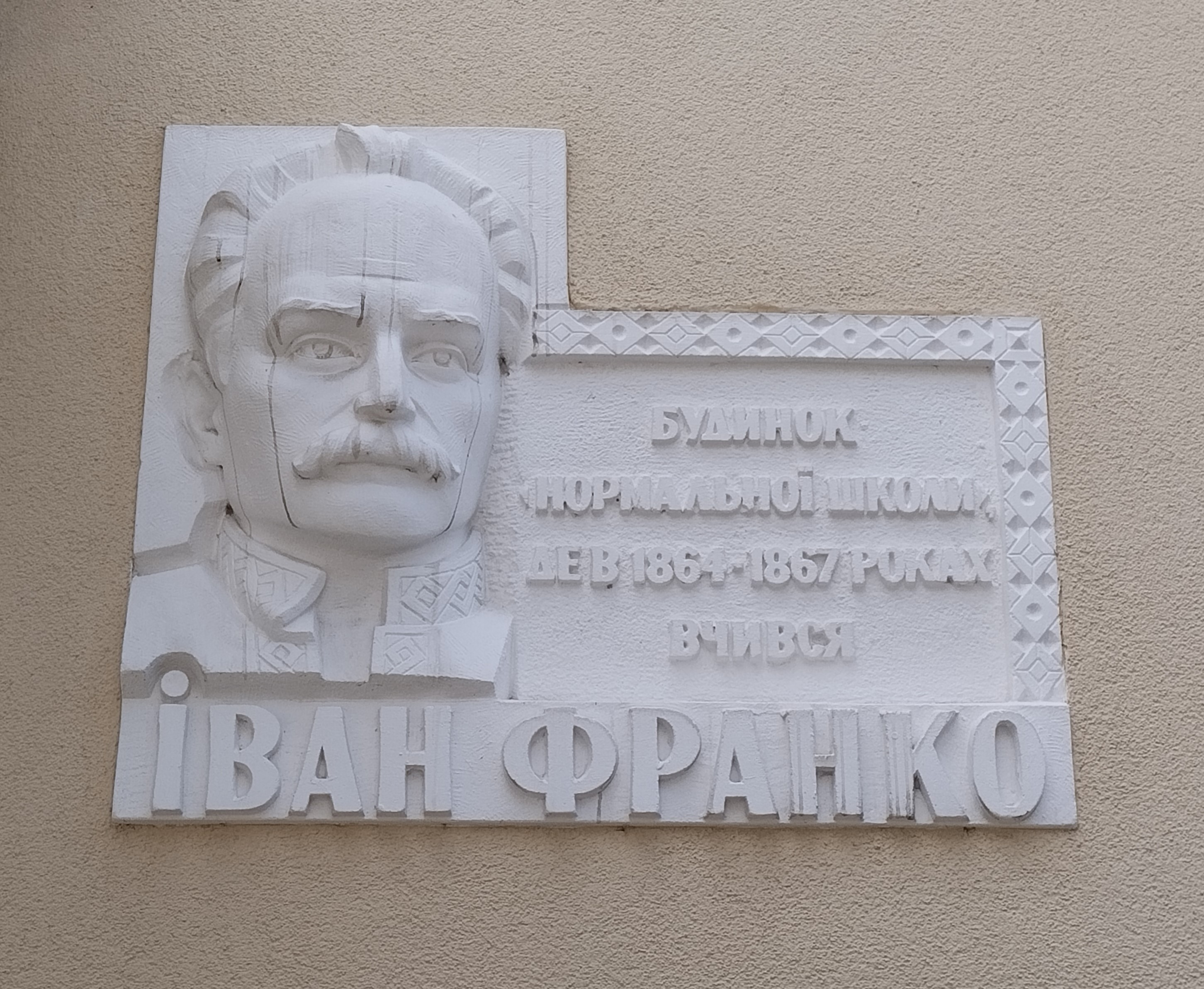
Меморіальна дошка Іванові Франку на фасаді собору
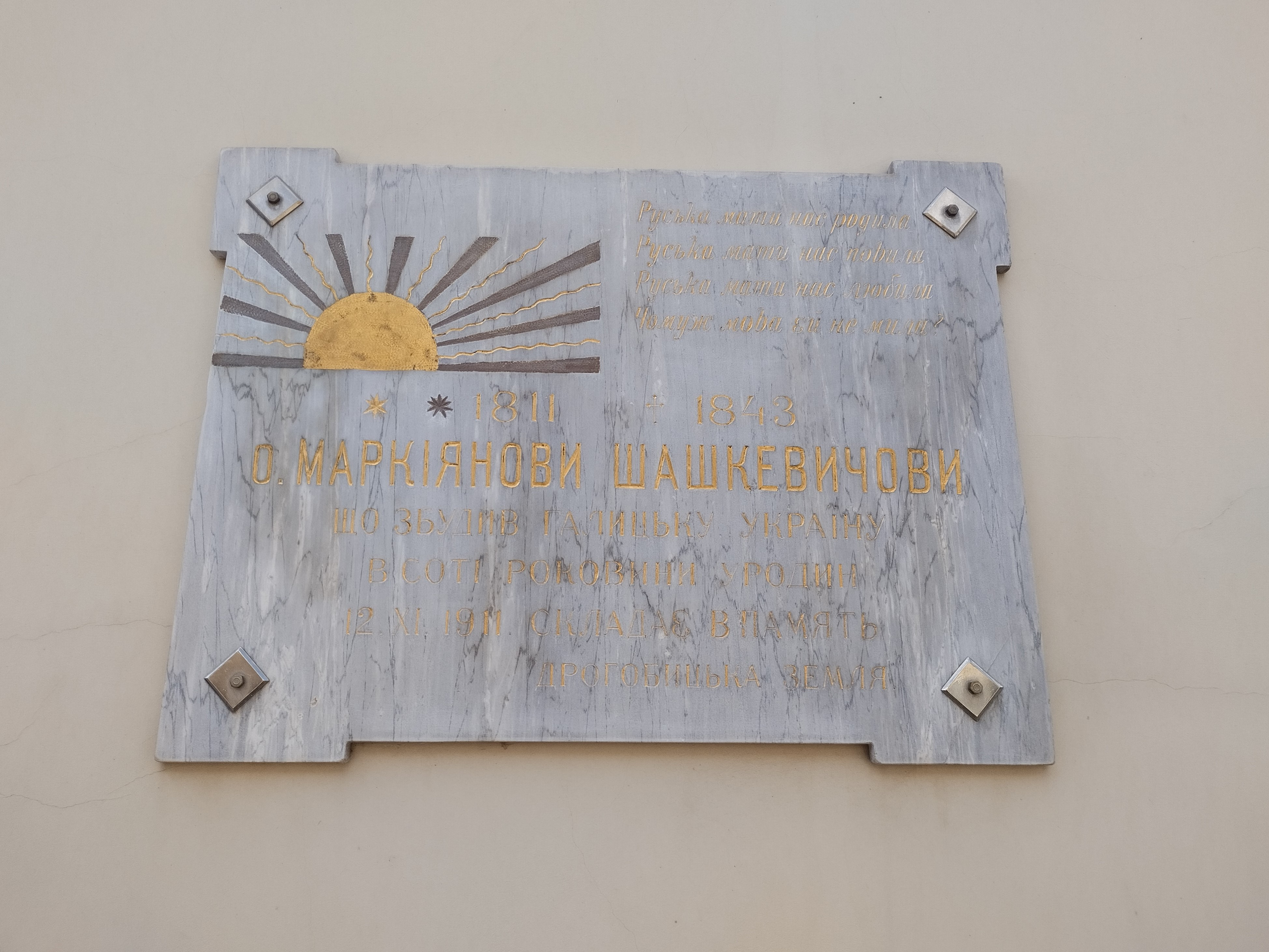
Меморіальна дошка Маркіяну Шашкевичу на фасаді собору

## Виноски
1. ↑  ПЕРЕЛІК пам'яток архітектури місцевого значення Львівської області (PDF). Архів оригіналу (PDF) за 25 травня 2014. Процитовано 3 листопада 2010.
2. ↑  Стецюк, Олег (2016). Локальна мандрівка Дрогобичем. Туристичний путівник. Дрогобич: Пóсвіт. с. С.66. ISBN 9786177401307. {{cite book}}: |pages= має зайвий текст (довідка)